# Codi Teodosià
El Codi Teodosià (en llatí Codex Theodosianus) era una compilació de lleis de l'Imperi Romà, iniciat en temps de l'emperador Teodosi II el Jove. L'any 429 va comunicar al senat una resolució per compilar totes les constitucions legislatives des del temps de Constantí (306-337), fins a la seva època, segons els models dels Codi Gregorià i el Codi Hermogenià. Va nomenar una comissió de vuit funcionaris estatals sota la direcció del prefecte del pretori Antíoc. Durant sis anys no es va fer res, i l'any 435 es va nomenar una nova comissió, ara constituïda per 16 persones, encara sota la presidència d'Antíoc, amb les mateixes instruccions generals. Els compromissaris tenien autorització per revisar, i en el seu cas corregir, les constitucions conegudes, a separar les que estaven incloses en una mateixa llei, però tractaven de temes diferents i a ometre allò que consideressin superflu o no essencial.
El resultat, conegut amb el nom de Codi Teodosià va ser promulgat com a llei a l'Imperi Romà d'Orient al febrer de l'any 438 amb vigència des de l'1 de gener de l'any següent i va substituir totes les constitucions anteriors. Teodosi II el va enviar a Valentinià III, el seu gendre, que el va passar pel senat romà i el va promulgar com a llei a l'Imperi d'Occident.L'any 447 Teodosi II va enviar a Valentinià III les novellae constitutiones, afegides després de la publicació del codi i que també van ser establertes com a llei a Occident el 448. Les normes legals posteriors al Codi de Teodosi van ser conegudes com a Novellae i les darreres que consten són del temps de Lleó I el Traci i Procopi Antemi el 468.
El Codi Teodosià estava dividit en setze llibres, ordenats per ordre cronològic sota diversos títols. Els cinc primers llibres estaven dedicats al dret privat. El sisè, el setè i el vuitè contenien les disposicions sobre dret administratiu. El novè es referia al dret penal. El desè i onzè al dret fiscal i al sistema financer. Del dotzè al quinzè tractaven del dret dels pobles i altres corporacions i de la seva organització i administració, i el setzè i darrer estava dedicat a l'església i al dret eclesiàstic en general.
Estaven sotmesos al Codi els ciutadans romans, inclosos aquells que eren governats per nacions germàniques (visigots, vàndals, francs) que també estaven subjectes de la seva pròpia llei. El Codi va inspirar l'edicte de lleis de Teodoric rei dels ostrogots, del Breviari d'Alaric i de la llei burgúndia - romana coneguda com a Papiani Liber Responsorum, i va ser el corpus legal a l'Imperi fins a l'elaboració del Codi de Justinià el segle VI.